# Малый Бродовой
Малый Бродовой — хутор в Белореченском районе Краснодарского края России. Входит в состав Школьненского сельского поселения.

## Географическое положение
Расположен в 9,3 км от центра поселения и в 24,8 км от районного центра.

## История
Согласно «Списку населённых мест Северо-Кавказского края» за 1925 год хутор входил в состав территории Новоалексеевского сельского совета Белореченского района Майкопского округа Северо-Кавказского края. На тот момент его население составляло 93 человека (39 мужчин и 54 женщины), общее число дворов — 16.
По данным поселенной переписи 1926 года по Северо-Кавказскому краю Малый Бродовой входил в состав Архиповского сельского совета; нём имелось 22 хозяйства, проживало 98 человек (43 мужчины и 55 женщин), в том числе 78 украинецев и 15 русских.

## Население
| 1925 | 1926 | 2002 | 2010 |
| ---- | ---- | ---- | ---- |
| 93   | ↗98  | ↘62  | ↗68  |

## Улицы
- ул. Восточная.